# Franklyn Ajaye
Franklyn Ajaye, auch Franklin Ajaye, (* 13. Mai 1949 in Brooklyn, New York City, NY) ist ein US-amerikanischer Schauspieler und Stand-up-Comedian.

## Leben
Ajaye wuchs in Los Angeles auf. Später nannte er sich Franklin Ajaye. Sein Spitzname ist The Jazz Comedian, da er früher in seinem Programm Jazz spielte. Sein Vater ist Afrikaner, seine Mutter stammt aus Florida.
Er nahm einige Alben als Comedian auf: Franklyn Ajaye, Comedian (1973), I'm a Comedian, Seriously (1974) (A&M Records), Don't Smoke Dope, Fry Your Hair (1977), Plaid Pants and Psychopaths (1986) und Vagabond Jazz & the Abstract Truth (2004). Er wirkte außerdem in einigen Filmen mit, unter anderem in Convoy und Car Wash – Der ausgeflippte Waschsalon. Bei der Tonight Show war Ajaye zwischen 1974 und 1990 fünfmal dabei.

## Filmografie (Auswahl)
- 1975: Keep on Truckin’ (Serie)
- 1976: Catch Ferrari
- 1976: Car Wash – Der ausgeflippte Waschsalon
- 1978: Convoy
- 1980: Der Jazz-Sänger (The Jazz Singer)
- 1980: Zwei irre Spaßvögel
- 1983: Ein Sprung in der Schüssel
- 1985: American Eiskrem
- 1987: Hollywood Shuffle
- 1988: Scout Academy
- 1989: Meine teuflischen Nachbarn
- 2002: Königin der Verdammten
- 2003: Die Pirateninsel (Serie)
- 2005–2006: Deadwood (Serie)
- 2009: Gott sei dank … dass Sie da sind!
- 2011: Brautalarm